# Wittenstein
Wittenstein was een 16e-eeuwse havezate in het Nederlandse dorp Kamperveen, provincie Overijssel. De huidige houten villa is in 1939 gebouwd op de plek van de oude havezate.

## Geschiedenis
In 1595 kochten Johan Witten en zijn vrouw Johanne toe Boecop een erve aan van het Kamper Heilige-Geestgasthuis. Hier zal hij het huis hebben gebouwd dat naar hem Wittenstein werd genoemd. Johan werd in 1599 landrentmeester. In 1603 was hij aanwezig op de landdag van de Staten van Overijssel als lid van de ridderschap. In 1615 overleed Johan en Wittenstein ging over naar zijn zoon Ernst Witte, die nu ook dankzij het bezit van Wittenstein lid van de ridderschap werd.
Ernst Witte trouwde drie maal, maar had alleen kinderen bij zijn eerste echtgenote. De oudste zoon Adriaan Witte erfde Wittenstein en werd net als zijn vader in de ridderschap verschreven. Hij bleef echter kinderloos en toen hij in 1661 overleed kwam Wittenstein na zijn dood terecht bij Johan Ernst en Ida Elisabeth van Brienen tot Byssel, de twee kinderen van Adriaans overleden zuster Ida. Zij verhuurden Wittenstein.

### Bentinck
In 1677 verkochten Johan Ernst en Ida Elisabeth Wittenstein in 1677 aan Joost en Willem ter Bruggen. Kennelijk hadden ze niet het gehele goed verkocht, want de kinderen van Ida Elisabeth verkochten in 1703 de rest van de havezate. De kopers waren Anna Bentinck, weduwe van Willem ter Bruggen, en haar schoonzoon Berend Bentinck. Voor Berend betekende dit dat hij lid kon worden van de ridderschap.
Willem Hendrik Bentinck, zoon van Berend, erfde Wittenstein in 1745. Hij woonde met zijn vrouw Anna Elisabeth van Dedem en hun drie kinderen op de havezate. Na zijn dood in 1754 zou zijn weduwe er nog tot haar overlijden in 1778 blijven wonen. Wittenstein bood in die tijd ook onderdak aan hun schoonzoon Joan van der Capellen, die in 1766 met dochter Hillegonda was getrouwd.

### Van Rechteren
Via de kinderen van Willem Hendrik Bentinck vererfde Wittenstein in 1802 naar Agnes Elisabeth van der Capellen. Zij was gehuwd met Rudolf Christiaan graaf van Rechteren. Het echtpaar woonde op het kasteel Appeltern en had Wittenstein dus niet nodig als woonplek. Omdat de havezate ook geen toegang meer bood tot de ridderschap – de Fransen hadden de feodale rechten eind 18e eeuw immers afgeschaft – was Wittenstein van weinig waarde meer voor het echtpaar. Ze deden daarom in 1811 een poging het huis te verkopen, maar gingen uiteindelijk over tot verhuur.

### Van Hasselt
Na het overlijden van Agnes in 1839 kwam Wittenstein bij dochter Hillegonda Anna Agnes Sophia Henrica terecht. Zij woonde zelf op het kasteel Appeltern en liet bij haar overlijden in 1869 Wittenstein na aan neef Jan Dirk van Hasselt, burgemeester van Kamperveen. Hij gebruikte de havezate als zomerhuis. Nadat zowel Jan Dirk als zijn echtgenote Henriëtte Johanna Jordens in 1885 waren overleden, kregen hun twee zoons Jules en Rudolf het huis in eigendom. In 1891 besloten ze tot een boedelscheiding, waarbij Wittenstein naar Rudolf ging, die er vervolgens met zijn gezin ging wonen.
In 1938 verkochten Rudolfs drie dochters het huis aan mr. Johannes van Oorschot.

### Afbraak
Het landgoed was bij de verkoop in 1938 flink geslonken: had Rudolf van Hasselt in 1891 nog 68 hectare tot zijn beschikking, voor mr. Johannes van Oorschot was er nog slechts 9 hectare overgebleven. Van Oorschot liet de oude havezate in 1939 afbreken en bouwde een nieuw huis. In 1949 verkocht hij Wittenstein omdat hij burgemeester werd van Hardenberg. Hierna is het huis nog enkele malen van eigenaar verwisseld.
Anno 2024 is Wittenstein een houten villa die oorspronkelijk afkomstig is uit Duitsland. In de kelder zijn nog restanten van de oude havezate bewaard gebleven. 

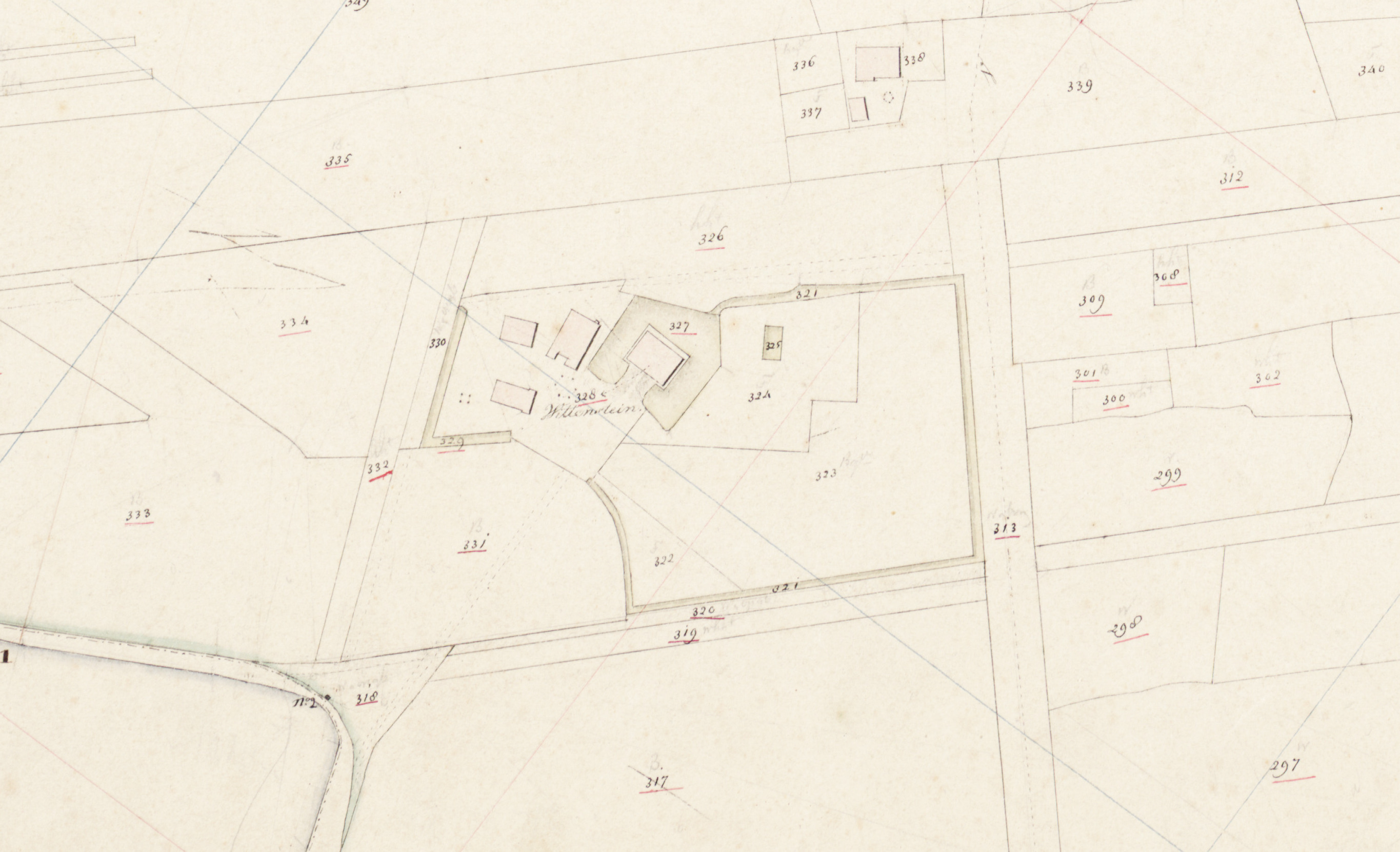
Wittenstein op de kadastrale kaart van 1811-1832

## Beschrijving
Het is onbekend of er een middeleeuwse voorganger was van Wittenstein. Bij een onderzoek voorafgaand aan de sloop in 1939 zijn in de kelder laatgotische kruisgewelven aangetroffen die mogelijk op een bouw in de 15e eeuw wijzen. Ook zouden oudere muurdelen zijn hergebruikt.
De 16e-eeuwse omgrachte havezate had een u-vorm. Op de korte zijden van het rechthoekige hoofdgebouw waren puntgevels aanwezig op de korte zijden, terwijl op de voor- en achtergevel trapgevels waren aangebracht. Aan de achterzijde bevonden zich twee aanbouwen. De ingang werd geflankeerd door pilasters. In het huis waren gebrandschilderde ramen met de wapenschilden van de diverse families. Rond 1740 werden de top- en trapgevels verwijderd en kwam er een ander dak. In 1880 werden de vensters vervangen en zijn de glas-in-loodramen waarschijnlijk verwijderd; de gracht werd gedempt.
Bij Wittenstein hoorden oorspronkelijke meerdere boerderijen en een molen.
Na de sloop in 1939 van de oude havezate is er op dezelfde locatie een houten villa gebouwd.
Den Aalshorst · Den Alerdinck · Huis Almelo · Arkelstein · Averbergen · Azoelen · Backenhagen · Bellinckhof · Den Berg · Huis Bergentheim · Beugelskamp · Beverfeurde · Blankena · Hof te Boekelo · Borgbeuningen · Havezate Boskamp · Boxbergen · Havezate Brecklenkamp · Bredenhorst · Buckhorst · Campherbeek · Colckhof · Den Dam · Huis Diepenheim · Dingshof · Dubbelink · Kasteel Eerde · Egede · Havezate Elsen · Everlo · Landgoed Frieswijk · Glinthuis · Huis Gramsbergen · Grimberg · Grotenhuis · De Haere · Haerst · Hagmeule · Slot Hardenberg · Huis Heeckeren · Huis Hengelo · Herxen · Hofstede · Hogenhof · Hondeborg · Katenhorst · Kevelham · Kranenburg · De Kuile · Het Laar · Leemcule · Luttenberg · Mataram · Mennigjeshave · Nijenhuis (Diepenheim) · Nijenhuis (Olst-Wijhe) · Oldemeule · Olidam · Oosterhof · Huis te Ootmarsum · Den Ordel · Pekkedam · Pothof · Rande · Kasteel Rechteren · Het Reelaer · Rhaan · Rutenberg · Huis Saasveld · Havezate Schoonheten · Havezate Schuilenburg · Singraven · Stoevelaar · Kasteel Toutenburg · Twickel · Vechterweerd · Venebrugge · Kasteel Voorst · Warmelo · Wegdam · Weldam · Weleveld · Huis Werkeren · Westerflier · Wittenstein · Zuthem
Ahnem · Den Alerdinck · Arendshorst · Arkelstein · Averbergen · Beerze · Den Berg · Bergentheim · Blankena · Borgele · Boskamp · Boxbergen · Bredenhorst · Buckhorst · Campherbeek · Collendoorn · Den Dam · Dieze · Dingshof · Den Doorn · Hof te Dorth · Eerde · Egede · De Gelder · Gerner · Glinthuis · Gramsbergen · De Groote Scheere · De Grote Weede · De Haere · Haerst · Hagenvoorde · Heemse · Herxen · Hoenlo · Hofstede · 't Hogeholt · Hogenhof · 't Hoogehuis · Junne · Kranenburg · Krijtenberg · De Kuile · Het Laar · Langeveldslo · Leemcule · Luttenberg · Melenhorst · Mennigjeshave · Nijenhuis · Oosterveen · Den Ordel · De Pol · Pothof · Rande · Rechteren · Het Reelaer · Rhaan · Rollecate · Rutenberg · Schoonheten · Schuilenburg · Vechterweerd · Velner · Venebrugge · Verborg · Voorst · Vrieswijk · Werkeren · Westerveld · Windesheim · Wittenstein · Wolfshagen · Zuthem